# Basilepta chiangmaiensis
Basilepta chiangmaiensis es un coleóptero de la familia Chrysomelidae.
Fue descrita científicamente por primera vez en 1982 por Kimoto & Gressitt.